# Chalybura urochrysia
Chalybura urochrysia е вид птица от семейство Колиброви (Trochilidae).

## Разпространение
Видът е разпространен в Еквадор, Колумбия, Коста Рика, Никарагуа, Панама, Перу и Хондурас.